# Favresse
Favresse ist eine französische Gemeinde im Département Marne in der Region Grand Est. Sie hat eine Fläche von 10,34 km² und 219 Einwohner (2022).
Die Gemeinde Favresse liegt etwa zehn Kilometer östlich von Vitry-le-François. Das Flüsschen Bruxenelle begrenzt die Gemeinde im Nordosten. Nachbargemeinden sind: Brusson, Dompremy, Haussignémont, Thiéblemont-Farémont, Vauclerc, Écriennes, Reims-la-Brûlée und Plichancourt.

## Bevölkerungsentwicklung
| Jahr                       | 1962 | 1968 | 1975 | 1982 | 1990 | 1999 | 2006 | 2013 | 2018 |
| -------------------------- | ---- | ---- | ---- | ---- | ---- | ---- | ---- | ---- | ---- |
| Einwohner                  | 235  | 176  | 167  | 178  | 179  | 173  | 178  | 216  | 224  |
| Quellen: Cassini und INSEE |      |      |      |      |      |      |      |      |      |

## Sehenswürdigkeiten
- Kirche Saint-Martin (Monument historique), erbaut im 13. Jahrhundert